# Nomada bouceki
Nomada bouceki là một loài Hymenoptera trong họ Apidae. Loài này được Kocourek mô tả khoa học năm 1985.